# Filipești (okręg Braiła)
Filipești – wieś w Rumunii, w okręgu Braiła, w gminie Surdila-Găiseanca. W 2011 roku liczyła 798 mieszkańców.